# Laietani

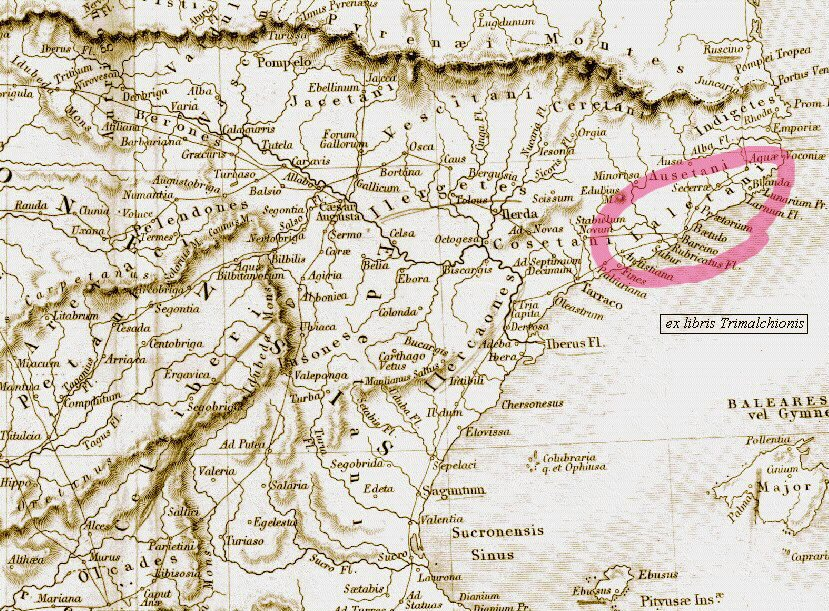
Laietani

I Laietani erano una popolazione iberica stanziata nell'area dell'odierna provincia di Barcellona. Si originarono dalle popolazioni autoctone dell'età del bronzo che si fusero in seguito con la minoranza di coloni indoeuropei portatori della cultura dei campi di urne giunti nella regione dal nord dei Pirenei durante l'età del ferro. 
Subirono l'influenza culturale dei fenici e dei greci fino a che il loro territorio venne conquistato dai romani nel III secolo a.C.  La loro economia era basata sull'agricoltura e sull'allevamento, soprattutto di bovini e maiali.